# 中場範圍發展計劃
《中場範圍發展計劃》（英語：Midfield development project）為由香港機場管理局於2010年代所發表的《香港國際機場2030規劃大綱》中的項目，分成不同階段進行；當中第一期的發展計劃，是自香港國際機場落成後，機場範圍內最大規模的興建項目；動土儀式於2011年12月9日舉行，2015年年底竣工，2015年12月28日局部啟用，2016年3月31日正式全面啟用。

## 背景
中場範圍位於香港國際機場一號客運大樓以西，在現有的兩條跑道之間，佔地410,000平方米。計劃包括興建一座樓高5層的客運大樓（即中場客運廊），樓面面積達78,000平方米，包括客運廊、20個停機坪（當中包括2個設有3道登機橋的停機坪，以供予A380型超級珍寶客機使用；餘下則為運作停機坪）及1條跨場滑行道、香港國際機場捷運系統延伸及其他的配套設施。工程將於2012年第2季展開，於2015年12月28日啟用。
《中場範圍發展計劃》竣工後，將會提升香港國際機場的旅客及貨物運輸的處理能力數量，並且加強香港在世界上的競爭力，促使香港國際機場繼續為國際及亞洲的區域航空中心，以及通往中國大陸的首選門戶。

## 歷史

### 第一期
2011年1月，機場管理局宣佈啟動中場範圍第一期（英語：Midfield development project Phase I）的發展計劃。同年12月9日，機場管理局舉行了動土儀式，工程耗資90億港元，於2015年12月28日局部啟用，2016年3月31日正式全面啟用。

### 第二期和第三期
2016年3月31日，機管局行政總裁林天福表示，機管局稍後會在中場客運廊西面作第二期和第三期發展，投資50億港元分別興建10個和24個遠方停機位，其中第二期預計在2020年啟用，屆時將增加10個登機橋泊位，而第三期預計於2022年完工，屆時將會增加24個登機橋泊位，使香港國際機場的登機橋泊位增加至105個。機管局飛行區運作總經理姚兆聰表示，機場島尚有一幅土地未使用，機管局將投資50億港幣，在上址展開中場第二期和第三期發展計劃，在2016年下半年動工，預計於2022年全部完成，令總泊位數量增加至216個。

## 環境保護
機場中場範圍第一期的興建過程採用了逾35項環境保護措施，預料能夠節省逾20%的能源。設計採用很多環境保護安排，如採用自然光、利用處理過的污水、冷凝水及雨水製冷作為空氣調節冷卻系統所用及逾80%範圍使用發光二極管節能燈等，並且採用高性能玻璃及遮擋太陽裝置，天窗朝向北面，有助盡量引入天然光線及減少吸收太陽熱力；中場客運廊頂部將會安裝面積逾1,200平方米，為屆時全香港面積最大的太陽能板。工程期間所產生的廢料，有60%將會循環再用，以成為香港首批獲得香港環保建築協會頒發達到香港建築環境評估標準（BEAM Plus）金級標準認證建築物為目標。

## 經濟利益

### 短期
中場範圍第一期的發展計劃工程預計會帶來2,000個就業機會。

### 長期
中場範圍第一期的發展計劃完全後，預計往後每年可以額外為香港國際機場帶來額外1,000萬人次的客運量，即是將香港國際機場的旅客處理能力數量增加至每年7,000萬人次，以及提升其貨運處理能力數量至每年600萬噸。

## 相關參見
- 中場客運廊
- 香港國際機場2030規劃大綱